# Aïn Témouchent (provins)

Aïn Témouchents provins i Algeriet

Aïn Témouchent (arabiska: ولاية عين تموشنت) är en provins (wilaya) i nordvästra Algeriet. Provinsen har 368 713 invånare (2008). Aïn Témouchent är huvudort.

## Administrativ indelning
Provinsen är indelad i 8 distrikt (daïras) och 28 kommuner (baladiyahs).